# Gnophos subvariegata
Gnophos subvariegata är en fjärilsart som beskrevs av Otto Staudinger 1898. Gnophos subvariegata ingår i släktet Gnophos och familjen mätare. Inga underarter finns listade i Catalogue of Life.